# Jasmine Thompson
Jasmine Ying Thompson (Londen, 8 november 2000) is een Britse zangeres, die bekendheid verwierf via YouTube. Op de website plaatste ze meerdere filmpjes van zichzelf waarop ze liedjes zong, veelal covers van andere popsterren. Een cover van Chaka Khan's Ain't Nobody betekende in 2015 haar internationale doorbraak.

## Carrière

### 2013-heden
Thompson brak in Groot-Brittannië op 12-jarige leeftijd door toen haar cover van Ain't Nobody werd gebruikt in een supermarktcommercial. Een jaar later verzorgde ze de zang in het nummer Sun Goes Down van Robin Schulz dat in diverse Europese landen een hit werd. Een remix van Ain't Nobody door de Duitse dj Felix Jaehn betekende haar definitieve doorbraak. In Nederland bereikte de single de eerste plaats in de Nederlandse Top 40. Ze werd daarmee een van de jongste artiesten in de geschiedenis van de lijst die een nummer 1-hit wist te scoren. In mei 2015 tekende Thompson een contract bij platenlabel Atlantic Records.

## Discografie
| Single met eventuele hitnotering(en) in de Nederlandse Top 40 | Datum van verschijnen | Datum van binnenkomst | Hoogste positie | Aantal weken | Opmerkingen                                  |
| ------------------------------------------------------------- | --------------------- | --------------------- | --------------- | ------------ | -------------------------------------------- |
| Sun goes down                                                 | 2014                  | 27-09-2014            | tip13           | -            | met Robin Schulz                             |
| Ain't nobody (Loves me better)                                | 2015                  | 23-05-2015            | 1(1wk)          | 29           | met Felix Jaehn / Nr. 2 in de Single Top 100 |
| Adore                                                         | 2015                  | 12-12-2015            | 35              | 3            |                                              |
| Funny                                                         | 2020                  | 18-07-2020            | tip19           | 4            | met Zedd                                     |

| Single met hitnotering(en) in de Vlaamse Ultratop 50 | Datum van verschijnen | Datum van binnenkomst | Hoogste positie | Aantal weken | Opmerkingen      |
| ---------------------------------------------------- | --------------------- | --------------------- | --------------- | ------------ | ---------------- |
| Sun goes down                                        | 2014                  | 04-10-2014            | 6               | 17           | met Robin Schulz |
| Ain't nobody (Loves me better)                       | 2015                  | 02-05-2015            | 6               | 23           | met Felix Jaehn  |
| Unfinished sympathy                                  | 2015                  | 27-06-2015            | tip31           | -            | met The Six      |
| Adore                                                | 2015                  | 18-07-2015            | tip41           |              |                  |

- Bibliothèque nationale de France: cb17156733p (data)
- Gemeinsame Normdatei: 1069401412
- International Standard Name Identifier: 0000 0004 6356 2094
- MusicBrainz: 04e74624-554c-4689-a811-92e6145f40c0
- Nationale Bibliotheek van Tsjechië: xx0207997
- Virtual International Authority File: 5682148122903795200004
- WorldCat: E39PBJfGWb9dGHhJKRk7BBGrbd